# Cupido dominandi cunctis affectibus flagrantior est
 Cupido dominandi cunctis affectibus flagrantior est  лат. (изговор: купидо доминанди кунктис афектибус флагрантиор ест). Жудња за влашћу већа је од свих страсти.(Тацит)

## Поријекло изреке
Изрекао Тацит римски говорник , правник  и сенатор,  и један од највећих античких историчара.  (Први  вијек нове ере)  .

## Тумачење
Жудња за влашћу је највећа страст. Моћ над другима прикрива немоћ над собом. Зато је тако страсна.